# Graduale Albiense
Le Graduale Albiense ou Graduel de Gaillac est un manuscrit du chant grégorien copié au XIe siècle. Avec le graduel VI 34 de la Bibliothèque capitulaire de Bénévent, ce manuscrit est indispensable afin de restaurer correctement la mélodie authentique de ce chant, en respectant la sémiologie grégorienne. 
Le graduel est actuellement conservé auprès de la Bibliothèque nationale de France, en tant que manuscrit Latin 776.

## Histoire
Si l'origine de ce document demeure inconnue, les études récentes établirent des caractéristiques considérablement communes entre celui-ci et un autre manuscrit, le Tropaire-prosier de Moissac (Bibliothèque nationale de France, NAL (nouv.acq.lat.) 1871) [lire en ligne], certainement employé à l'abbaye Saint-Pierre de Moissac. Les matières sont tellement proches que l'on peut attribuer ces documents au même atelier ainsi qu'aux mêmes copistes. De plus, l'usage des livres pourrait être complémentaire.  

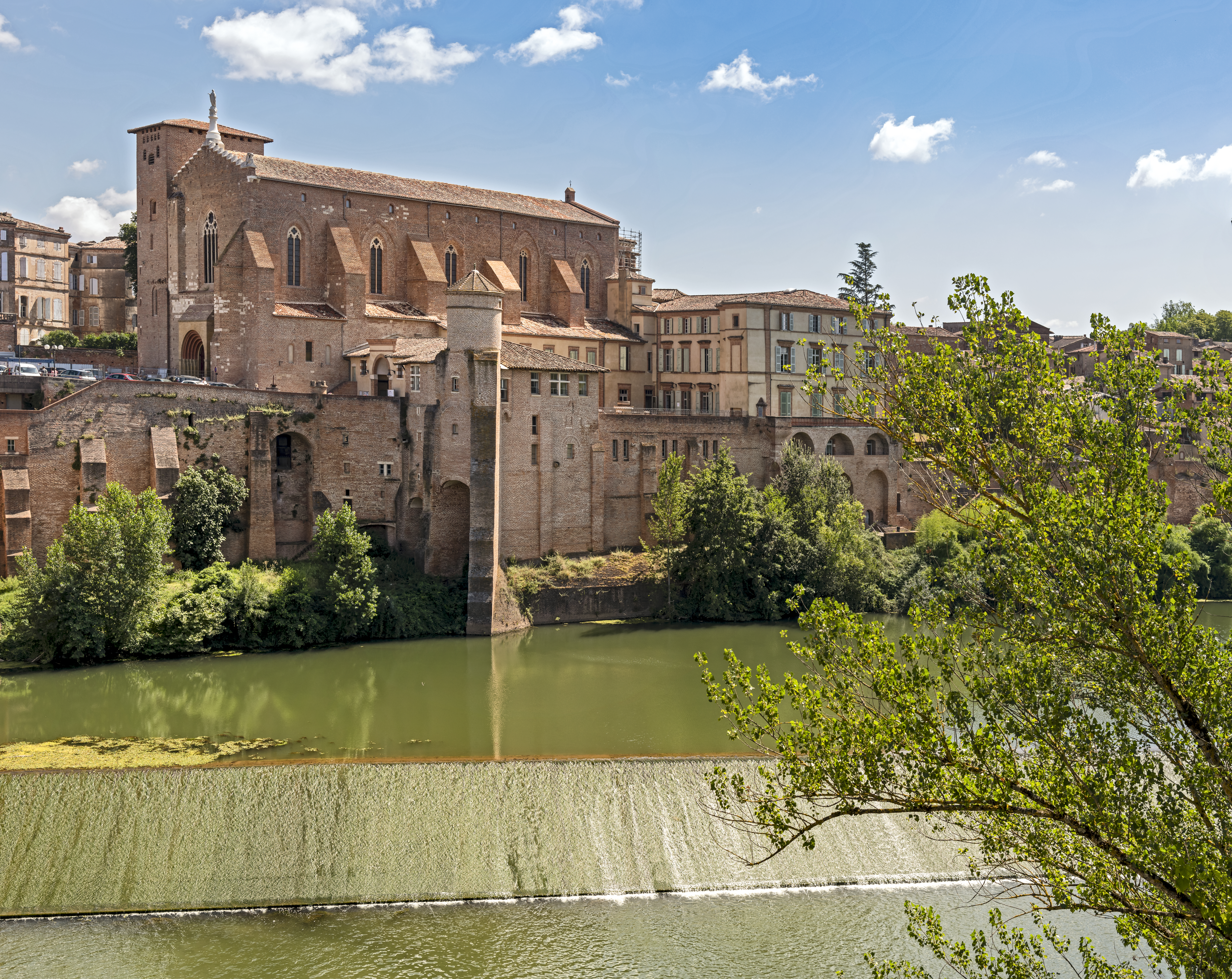
Il est probable que le Graduale Albiense fut accueilli auprès de l'abbaye Saint-Michel de Gaillac, avant 1079.

Certes, la Bibliothèque nationale attribuait le document à Albi selon la liturgie locale liée à cette ville et trouvée dans les feuillets, tels saint Salvii, sainte Cécile. Toutefois, certains musicologues considèrent aujourd'hui que celui-ci était en usage auprès de l'abbaye Saint-Michel de Gaillac près d'Albi,. Après qu'ils avaient attentivement vérifié le manuscrit, des études approfondies découvrirent en effet une influence de l'abbaye Saint-Géraud d'Aurillac. L'abbaye de Gaillac avait été rattachée en 1079 à l'abbaye de la Chaise-Dieu, filiale de Saint-Géraud. On peut distinguer donc les deux éléments différents dans le document, ceux de la tradition ancienne, à savoir ceux de l'abbaye Saint-Pierre de Moissac, ainsi que ceux d'Aurillac. 
Aussi est-il probable que le graduel, principale partie, avait été achevé dans le troisième quart du XIe siècle et que le tonaire, ajouté tardivement, n'arriva qu'après 1079. L'atelier des copistes, quant à lui, est vraiment difficile à identifier. Il s'agissait d'une abbaye liée à Moissac et à Cluny, mais d'un établissement gardant un certain nombre de moines qui étaient capables d'écrire les neumes d'une qualité exceptionnelle ainsi que connaissaient la liturgie locale.   
Sans doute le manuscrit devint-il hors d'usage au XVe siècle, car toute l'Europe n'employait que la notation à gros carrés, définitivement depuis ce siècle. Le Graduale Albiense se serait conservé dans une bibliothèque de la région ou alenteur.
En raison de la reliure de Jean-Baptiste Colbert († 1683), ce ministre de Louis XIV était certainement le propriétaire du graduel au XVIIe siècle. Vraisemblablement, la référence Colb.(?) 873 trouvée en haut du folio 1r est celle de la bibliothèque de Colbert. À dire vrai, celui-ci chargea en 1665 et jusqu'en 1670 à Jean de Doat, président de la chambre des Comptes de Navarre, de chercher les documents importants dans de nombreuses archives en Languedoc, en Guyenne, du Béarn et dans le pays de Foix, aux frais de Colbert. Il semble que l'acquisition ait été achevée lors de cette mission, et, quoi qu'il en soit, le manuscrit arriva à Paris. L'intégralité de la collection fut accueillie, vers 1732, auprès de la Bibliothèque du Roy, actuellement Bibliothèque nationale de France.
Dès le milieu du XXe siècle, le manuscrit s'appelle fréquemment Graduel de Gaillac, à la suite des études intensives effectuées par Michel Huglo, musicologue grégorien et ancien moine de l'abbaye Saint-Pierre de Solesmes. En effet, celui-ci, particulièrement intéressé de son tonaire, considérait qu'il s'agit du manuscrit issu de l'abbaye de Gaillac, au sein du diocèse d'Albi.
Dom Eugène Cardine de Solesmes, fondateur d'une nouvelle science sémiologie grégorienne, découvrit une immense valeur de ce manuscrit, en raison de la perfection de l'écriture et de la conformité musicale.

## Caractéristiques

### Notation exceptionnelle
En admettant que l'invention de la notation en quatre lignes par Guy d'Arezzo vers 1030 fût un grand pas en faveur du développement de la musique occidentale, elle restait ambivalente pour le chant grégorien. Certes, les apprentissage et pratique devinrent plus faciles. Toutefois, la sémiologie grégorienne révèle qu'aussitôt le système apparu, la précision de l'expression fut perdue. La mélodie dans ces notations n'était plus authentique. 
Pourtant, la notation du manuscrit Latin 776 est une précieuse exception. Quoiqu'elle précise le hauteur de notes, en bénéficiant de la tradition de la notation aquitaine ainsi que du système d'Arezzo, la finesse de l'articulation aussi est effectivement conservée grâce à la qualité de son écriture des neumes. Aussi le manuscrit demeure-t-il indispensable à la restauration de la mélodie grégorienne, si l'on l'effectue de nos jours à la base des notations plus anciennes et sans ligne, tels le cantatorium de Saint-Gall, le manuscrit Laon 239, manquant de renseignement de degrés. 
Donc, celui-ci est considéré comme un des meilleurs exemplaires de la notation aquitaine.
Le manuscrit conserve et respecte parfaitement la forme du graduel grégorien. Avec quelques chants rendant hommage à saint Grégoire Ier, le graduel complet se commence du Gregorius præsul suivi de l'introït du premier dimanche de l'Avent Ad te levavi. Celui-ci se continue, sans aucune perte, jusqu'à la fin de l'année liturgique, en présentant tout le sanctoral.
Au regard du calendrier liturgique, il s'agit d'un témoignage des matériaux de la liturgie locale, y compris la célébration de sainte Cécile, patronne d'Albi. Toutefois, le sactroral se caractérise surtout de l'importance des fêtes de saint Pierre et de saint Michel. Cela n'était autre que la tradition de l'abbaye Saint-Pierre de Moissac. De plus, la célébration de Sainté-Trinité ne se trouve dans aucun autre manuscrit aquitain, à l'exception de Moissac et de ce Graduale Albiense. Cela confirme un lien profond entre les deux établissements, Moissac et Gaillac.

### Tonaire
Le graduel est suivi d'un tonaire noté et particulièrement développé. Cette partie aurait été ajoutée peu après, à la suite du rattachement d'abbaye de Gaillac à la Chaise-Dieu en 1079. Celui-ci se distingue de sa richesse d'un grand nombre d'exemples (1 465 indices), à partir du folio 148r jusqu'au dernier feuillet 155. S'il ne comporte que les cinq premiers modes au lieu de huit, aucun autre manuscrit aquitain ne présente assez d'exemples. Ainsi, parmi de nombreux exemples en faveur du 1er ton, ce livre compte 20 répons dans les folios 150r et 150v sous la rubrique De responsis, entre les antiennes de la messe et celles de processions [lire en ligne]. Tout comme le graduel, la qualité de neumes, soigneusement écrits, est exceptionnelle. 
Si les matériaux sont proches de ceux du graduel, il semble que leurs sources fussent parfois différentes. La fête de saint Géraud d'Aurillac, par exemple, ne se trouve pas dans le graduel. D'ailleurs, le troisième répons du premier ton est identique à celui du manuscrit sans ligne antiphonaire de Hartker (p. 46) qui est la base de l'édition critique Antiphonale monasticum. Donc, le tonaire aussi peut contribuer à vérifier la notation dans les éditions attendues.

### Labyrinthe O
Ce manuscrit s'illustre également de son labyrinthe contenant les vers en latin, commencés toujours de la lettre « O » ainsi que, secondairement, de la « T » [lire en ligne]. Il s'agit d'un feuillet un peu tardif, tel le tonaire. On ignore encore la raison pour laquelle ce labyrinthe fut ajouté dans le manuscrit. Il est nonobstant possible que l'auteur soit attribué à Gerbert d'Aurillac, à savoir le premier pape français Sylvestre II, en raison de son intelligence exceptionnelle.

### Lettre A majuscule
Il s'agit sans aucun doute d'un manuscrit du Sud, celui de la notation aquitaine achevée dans la région. Cependant, il est assez intéressant que la lettre A majuscule du folio de l'introït Ad te levavi rassemble effectivement à celle du manuscrit Laon 239 (IXe siècle) ainsi qu'à l'initiale franco-saxonne dans la seconde Bible de Charles le Chauve (vers 871 - 877), une tradition dans le pays des Francs :
1. Graduale Albiense : Ad te levavi [lire en ligne]
2. Graduel de Laon : Ad te levavi [lire en ligne]
3. Seconde Bible de Charles le Chauve : initiale franco-saxonne A [lire en ligne]

On s'aperçoit en outre que celle du manuscrit Latin 776 est très développée et raffinée. Il est possible que l'artiste fût issu du Nord.

## Table des matières
- fol. 1v : labyrinthe contenant des vers latins distingués des lettres O et T
- fol. 2 : prose pour saint Salvii (=Albi) « Alléluia regi »
- fol. 2v : prose de Pentecôte « Sancti Spiritus adsit nobis gratia »
- fol. 3 : antiennes
- fol. 4v - 146 : graduel contenant des versets alléluiatiques à chaque messe ainsi que proses, pièces gallicanes et wisgothiques, y compris :
  - fol. 67 : litanie d'Albi
  - fol. 121 : litanie de sainte Cécile [d'Albi]
  - fol. 135r : messes diverses
  - fol. 138 : proses funérailles
  - fol. 139 - 145v : antiennes diverses
  - fol. 145 : litanie de saint Sauve
  - fol. 145v : Toussaint
- fol. 147 : vers « Pange, Camena tuis » ainsi que tonaire
- fol. 148 - 153v et 155 : formules des tons (cinq premiers tons[eg33 1])

- fol. 154 : intercalé au XIIe siècle[4] ;
- il existe peu d'additions ou de corrections, hormis un certain nombre d'adaptation à Gaillac[2] : 14v/3-6, 30v/13, 55/1, 71, 92v/4-6, 113, 113v/13, 121v, 130v.